# L'Via L'Viaquez
L'Via L'Viaquez is de tweede single van het album Frances The Mute van The Mars Volta. De originele duur van het nummer is 12:22, maar voor een radioversie is dit ingekort.

## Tracklist
1. The Bible & The Breathalyzer (5:17)
2. L'via L'Viaquez (Edit)
3. L'Via L'Viaquez (Video)

## Trivia
- Het nummer is gebruikt in het computerspel Guitar Hero: World Tour